# Edoardo Toscano
Edoardo Toscano, detto l'Operaietto (Roma, 10 ottobre 1953 – Roma, 16 marzo 1989), è stato un mafioso italiano, uno dei boss dell'organizzazione mafiosa romana Banda della Magliana.

## Biografia

### I primi reati
Nato a Roma il 10 ottobre del 1953 nella zona di Val Melaina detto l'Operaietto per via del fatto che nei primi tempi in cui frequentava alcuni membri della futura banda, si trovava a lavorare come apprendista idraulico e girava spesso con un borsone pieno di attrezzi. Da sempre nel giro della malavita comune romana, la sua prima segnalazione per furto avviene all'età di diciotto anni mentre, il suo primo arresto per rapina e tentato omicidio risale, invece, al 1975. Ma la sua permanenza dietro le sbarre durerà molto poco: l'11 novembre dello stesso anno, infatti, è protagonista assieme ad altri undici detenuti (tra cui Laudavino De Santis detto lo zoppo, Nicolino Selis e Giuseppe Magliolo), di un'evasione dal carcere romano di Regina Coeli.
Tornato libero si riunisce alla sua batteria, un gruppo in cui agiscono malavitosi come Fulvio Lucioli (detto il lucetto), Giovanni Girlando (il roscio), Libero Mancone e i fratelli Giuseppe e Vittorio Carnovale (cognati dello stesso Toscano) che, capeggiati dal sardo Nicolino Selis stringono un patto d'interesse per riunire le proprie conoscenze e delineare un progetto di compimento di azioni criminose con altre due batterie capitoline (i “maglianesi” di Giuseppucci e Abbatino e i “testaccini” di De Pedis e Abbruciati) che da lì a poco formeranno il nucleo “storico” della banda della Magliana.

### La Banda della Magliana
Prima azione a cui partecipa in prima persona, il 7 novembre del 1977, al rapimento del duca Grazioli che ha luogo nella tenuta di famiglia nei pressi di Settebagni. Spostato in vari covi provvisori, con l'aiuto di un altro gruppo criminale, una piccola banda di Montespaccato con l'intento di gestire al meglio un sequestro che finirà però nel sangue con il duca ucciso per aver visto a volto scoperto uno dei rapitori. Toscano e compagni riescono comunque ad incassare il riscatto di due miliardi che, nella nuova logica imprenditoriale decisa di comune accordo dall'intera banda, invece di essere diviso tra i singoli componenti, verrà reinvestito in nuove attività criminali.
Il 25 luglio 1978 partecipa poi all'omicidio di Franco Nicolini, detto Franchino Er criminale, padrone assoluto di tutte le scommesse clandestine dell'ippodromo di Tor di Valle e le cui attività illegali suscitarono ben presto l'interesse della nascente banda. Avvicinato da sette membri della Banda mentre si avvia a fine serata verso la sua auto, nel parcheggio dell'ippodromo, Nicolini viene steso con nove colpi di pistola da Giovanni Piconi e lo stesso Toscano. L'eliminazione di Nicolini è un passo da gigante per la banda che, da ora in poi, ha via libera per poter gestire una gigantesca fonte di guadagno. 

Il 27 agosto partecipa all’omicidio di Sergio Carozzi, un commerciante di Ostia che aveva osato denunciare per estorsione Nicolino Selis, in quei giorni uscito dall’ospedale psichiatrico di Montelupo Fiorentino con un permesso premio; a crivellare di colpi Carozzi, secondo il pentito Maurizio Abbatino, è Toscano mentre suoi complici sono Marcello Colafigli, Fabrizio Selis (fratello di Nicolino), Renzo Danesi, Enzo Mastropietro e Libero Mancone.
Col tempo, Toscano, riesce a ritagliarsi un ruolo di primissimo piano all'interno della stessa banda anche per la sua abilità nell'esecuzione di omicidi e di altre azioni delittuose come si deduce, ad esempio, tra le righe dell'ordinanza di rinvio a giudizio che anticipa il maxi-processo scaturito dalle rivelazioni del boss pentito Maurizio Abbatino e che consentono di ridisegnare la mappa dell'organizzazione e di stabilire con precisione ruoli e responsabilità dei vari componenti tra cui, appunto, l'Operaietto, chiamato in giudizio «perché partecipava ad una associazione di tipo mafioso, avvalendosi della forza intimidatrice del vincolo associativo e delle condizioni di assoggettamento e di omertà che ne derivano, per commettere più delitti concernenti l'importazione, l'acquisto, la detenzione, la distribuzione, la cessione a terzi di sostanze stupefacenti, specie del tipo eroina e cocaina, nonché concernenti il porto e la detenzione di armi da sparo, comuni e da guerra; per commettere ancora più delitti contro la persona, il patrimonio, la pubblica amministrazione, l'amministrazione della giustizia, la fede pubblica e per realizzare profitti e vantaggi ingiusti; avendo promosso, costituito, finanziato, diretto e organizzato il sodalizio».
Sempre Abbatino racconterà: 
Il 3 febbraio 1981 Abbatino e Toscano uccidono Selis, uscito dal manicomio con un breve permesso e attirato in un agguato con il pretesto di una riappacificazione nella villa di Libero Mancone ad Acilia: con la scusa dell'abbraccio dà le spalle ad Abbatino che ha il tempo di estrarre la pistola nascosta dentro una scatola di cioccolatini e sparare contro Selis due proiettili, seguiti da altri due di Toscano. Il suo corpo verrà poi sepolto in una buca vicino all'argine del Tevere e ricoperto con della calce per affrettare la decomposizione e a tutt'oggi non è stato ancora ritrovato.  Nove mesi più tardi, il 25 novembre, Toscano ucciderà con un colpo alla testa Giuseppe Magliolo che voleva vendicare la morte di Selis di cui era un uomo di fiducia.
Nel gennaio del 1983, nel corso della vendetta del gruppo contro i pesciaroli per la morte di Franco Giuseppucci, Raffaele Caruso, un piccolo spacciatore che aveva ucciso Mariano Proietti, una vittima che doveva essere della Banda, viene attirato in un posto isolato con la scusa di trattare una partita di droga: Claudio Sicilia lo strangola con un filo elettrico mentre Toscano lo finisce con una pugnalata al petto. L'Operaietto il 23 gennaio 1981 in una sala giochi di via del Rubicone aveva freddato anche Orazio Benedetti, collaboratore dei Proietti che aveva brindato alla notizia della morte di Giuseppucci, sparandogli alla testa con una pistola coperta da un impermeabile.
Come raccontato da Abbatino, quando la Banda si accorge che Angelo De Angelis da tempo trattiene per sé una parte di cocaina che si occupa di tagliare, il 10 febbraio 1983 viene attirato in un agguato nella villa di Vittorio Carnovale e assassinato da lui stesso e Toscano con due colpi di pistola, calibro 7.65 e 38, sparati al cuore e alla nuca. Verrà poi ritrovato il 24 febbraio nel bagagliaio della sua Fiat Panda semicarbonizzata, vicino al ristorante Il Fico Vecchio di Grottaferrata.
A maggio Abbatino e Toscano vengono arrestati nelle loro abitazioni che si trovano sulla Laurentina l’una al fianco dell’altra.

### Omicidio
Il 13 febbraio 1989 esce di prigione in libertà vigilata. In quel periodo la banda è ormai divisa da una insanabile frattura per questioni di invidie e di denaro che, da lì a poco, avrebbe scatenato una sanguinosa faida tra il gruppo a cui faceva riferimento Toscano, cioè quello della Magliana e i Testaccini di Enrico De Pedis.
Come si legge nell'ordinanza di rinvio a giudizio per il processo ai componenti della banda: 
Toscano, che lamenta a Renatino soprattutto la mancata assistenza ai detenuti e ai familiari degli stessi, si mette subito alla ricerca di quest'ultimo deciso a farlo fuori per poi fuggire all'estero, subito dopo l'omicidio. Messo al corrente dai suoi delle intenzioni vendicative dell'Operaietto e giocando d'anticipo sul tempo rispetto all'ex amico ed ora rivale, De Pedis escogitò una trappola sapendo che Toscano aveva affidato in custodia una somma di denaro ad un panettiere di Ostia (Bruno Tosoni).
Secondo le rivelazioni della pentita Fabiola Moretti, interrogata nell'estate del 1994: 
Ignaro di ciò che stava per accadere, la mattina del 16 marzo 1989, Toscano si incontrò con Tosoni e rimase del tutto spiazzato quando, alle sue spalle, una moto di grossa cilindrata con due killer coperti dai caschi fece fuoco su di lui con armi semiautomatiche, colpendolo tre volte e lasciandolo morire sul colpo.
L'omicidio di Toscano, tuttavia, rimase senza colpevoli, perché non furono trovati riscontri e né Ciletto né Rufetto furono mai arrestati. La vendetta, invece, non si fece attendere e il 2 febbraio del 1990, anche De Pedis fu ucciso in Via Del Pellegrino, da due sicari nei pressi di Campo de' Fiori.

## Toscano nella cultura di massa
La figura di Toscano ha ispirato il personaggio di Scrocchiazeppi nel libro Romanzo criminale, scritto nel 2002 da Giancarlo De Cataldo e riferito alle vicende realmente avvenute della banda della Magliana. Nell'omonimo film che ne verrà poi tratto, diretto da Michele Placido nel 2005, il personaggio di Scrocchiazeppi verrà interpretato da Daniele Miglio, mentre nella serie televisiva, diretta da Stefano Sollima, i suoi panni furono vestiti da Riccardo De Filippis.